# براندون نایت (بسکتبال)
براندون نایت (انگلیسی: Brandon Knight؛ زادهٔ ۲ دسامبر ۱۹۹۱) بازیکن بسکتبال اهل ایالات متحده آمریکا است.
از باشگاه‌هایی که در آن بازی کرده‌است می‌توان به میلواکی باکس، کنتاکی وایلدکتز، دیترویت پیستونز، هیوستون راکتس، و فینیکس سانز اشاره کرد.